# Чазар, Андраш
Андраш Чазар (венг. András Cházár; 2 июля 1745, Йовице, Священная Римская империя (ныне район Рожнява, Кошицкого края, Словакия) — 1 февраля 1816, Рожнява, Австрийская империя) — венгерский юрист, общественный деятель.

## Биография
Родился в обедневшей дворянской протестантской семье. В 1762 г. изучал философию в Кежмароке, затем юриспруденцию — в Братиславе (1765) и Дьёре. В 1768 г. открыл юридическую фирму.
С 1773 г. работал адвокатом в Рожняве, позже судьёй в разных жупах империи. В 1790—1794 — главный нотариус гемерской жупы.
В течение трёхлетнего пребывания в Вене, познакомился с условиями, в которых в то время приходилось жить глухонемым детям. Потрясенный увиденным, он решил обратить на них внимание общества и облегчить судьбу наиболее обездоленных.
А. Чазар за свой счёт распечатал около 7000 писем с просьбой о помощи. Они были им разосланы по всей стране и за рубеж. Благодаря этому обращению к общественности, он смог собрать около 50 000 форинтов и личную поддержку императора Франца II.
На собранные средства, в мае 1802 г. А. Чазар основал в г. Ваце первое в Венгрии современное специализированное учреждение для детей с ограниченными возможностями —  Королевский институт глухонемых Венгрии, объявил конкурс по набору учителей и послал их на ежегодную подготовку в Вену.
Выйдя в отставку, занимался пропагандированием и распространением картофеля.

## Избранные публикации
- Processus dominii Csetnek contra montanum privilegiatum oppidum Dobschina (1782)
- Gömör-vármegye válasza a f. m. helytartó-tanácsnak kiadott rendeletére a sajtó szabadsága tárgyában (1793)
- A magyar nemzethez (Al la hungara nacio), (1806)
- Serenissimo Britannorum regio coronaeque principi domino aliquid de jure hominis et civis sacrum (1813)

## Память
- Именем А. Чазара названа улица в Будапеште и институт.
- В 1962 г. почта Венгрии выпустила марку в его честь.